# Pixmac
Pixmac – fotograficzna agencja stockowa, z bazą obrazów royalty-free przekraczającą 12 milionów zdjęć (hi-res), grafik wektorowych i ilustracji (clip-art).

## Historia
Pixmac został założony w 2008 r. w Czechach.
Równocześnie strona Pixmac dostępna jest na całym świecie, a w ponad 17 krajach - w lokalnych wersjach językowych, poprzez osobne domeny (URL).
Po dwóch latach działalności, Pixmac wkroczył do pierwszej dziesiątki agencji microstockowych na świecie.

## Siedziba
Główna siedziba firmy znajduje się w Pradze, skąd jej założyciel - Vita Valka - nadzoruje działania Zespołu Pixmac we wszystkich placówkach na świecie.
Od września 2009 Pixmac działa również w Polsce, udostępniając lokalną wersję strony www oraz polską obsługę użytkownika (tel./e-mail).

## Zasoby
Pixmac posiada swoją własną społeczność fotograficzną, która co dzień powiększa jego kolekcję fotografii i grafik royalty-free. 
Pixmac prezentuje również kolekcje z zasobów takich agencji, jak: Fotolia, Dreamstime, Yuri Arcurs, Image Source, Moodboard, Datacraft, Image Broker czy Science photo library.
Jedna z oferowanych przez Pixmac kolekcji zawiera Zdjęcia Darmowe, dostępne bez ograniczeń na licencji Creative Commons; 
Pixmac posiada też kolekcję zdjęć celebrytów (Osobistości), dostępną do użytku prywatnego.

## Innowacje
- Podobieństwo Wizualne - wyszukiwanie podobieństw nie poprzez słowa kluczowe, ale kształtu, koloru, układ elementów występujących na zdjęciu
- funkcja zoom - podgląd miniatur zdjęć
- Ulubione (zaawansowany lightbox) - narzędzie ułatwiające wyszukiwanie obrazów

## Dostępne licencje
Pixmac udostępnia obrazy kreatywne na dwóch rodzajach licencji RF: podstawowej i rozszerzonej. Kolekcja Darmowa podlega licencji Creative Commons. Fotografie z kolekcji Osobistości oferowane są jedynie do użytku prywatnego.

## Działalność
Pixmac wspiera akcje charytatywne oraz organizacje edukacyjne i pozarządowe.